# Cangjie

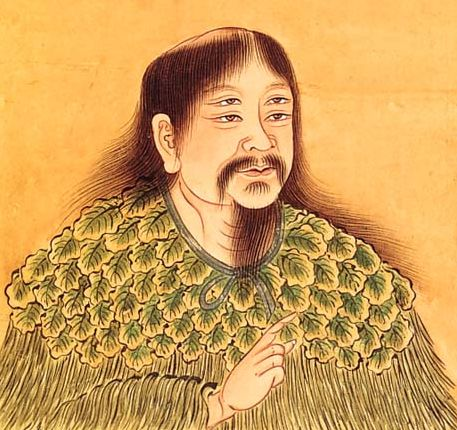
Cangjie rappresentato con quattro occhi e quattro pupille, come vuole la tradizione; il collare di foglie indica che viveva in tempi molto antichi.

Cangjie (倉頡T, 仓颉S, CāngjiéP, Ts'ang¹-chieh²W, cantonese Jyutping : Cong¹ Kit³) è una figura leggendaria della tradizione cinese, ministro del leggendario Imperatore giallo e mitico inventore dei caratteri cinesi.
Cangjie sarebbe vissuto all'epoca del leggendario Imperatore Giallo (黄帝 Huangdi).
Molti testi del periodo dei regni combattenti, lo menzionano attribuendogli l'invenzione dei caratteri cinesi. Tra questi testi figurano gli Annali di Lü, lo Han Feizi, e lo Huainanzi. Un passo di quest'ultimo recita: "Quando Cangjie inventò i caratteri, il cielo fece piovere miglio e gli spiriti maligni piansero tutta la notte". Secondo Xunzi, "Molti erano, un tempo, coloro che conoscevano la scrittura, ma Cangjie è colui che ce l'ha trasmessa dopo averla sistematizzata".
Il 20 aprile di ogni anno, l'Organizzazione delle Nazioni Unite ha istituito la Giornata della lingua cinese.

## Leggende

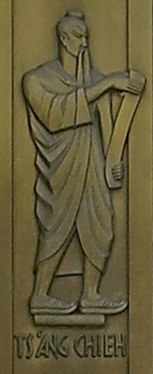
Lee Lawrie, Cangjie, bronzo (1939), Biblioteca del Congresso, John Adams Building, Washington, D.C.

Una versione della leggenda di Cangjie racconta che l'Imperatore Giallo gli ordinò di inventare un sistema di scrittura, dopo che aveva unificato il suo regno, per sostituire il sistema di notazione delle corde annodate. Egli si stabilì vicino ad un fiume e rimase a lungo senza ottenere risultati. Un giorno, una fenice cinese fece cadere davanti a lui un pezzo di terra indurita che recava impressa un'impronta. In quel momento un cacciatore giungeva sulla strada, e Cangjie gli chiese se riconoscesse o meno l'animale che aveva lasciato quell'impronta. «È un pixiu»    rispose senza esitare il cacciatore. Questa fu una rivelazione per Cangjie. Da quel momento, egli osservò qualsiasi cosa cercandovi un segno che la rendesse immediatamente riconoscibile.
L'Imperatore Giallo, soddisfatto, fece diffondere l'uso della sua scrittura in tutto il paese e fece costruire un tempio in riva al fiume in corrispondenza del luogo dove Cangjie lavorava.
Wang Chong lo descrisse come avente quattro occhi che gli permettevano di vedere i segreti del cielo e della terra. Un'altra leggenda lo descrive dotato di pupille doppie, tratto attribuito anche ad altre figure mitiche come i sovrani Yu, l'Imperatore Shun e il duca Jin Wen Gong.

## Siti consacrati a Cangjie
Diversi luoghi in Cina rivendicano di aver ospitato l'inventore della scrittura e hanno una tomba od un tempio dedicato a Cangjie, o un sito descritto come il personaggio mitico avrebbe per la prima volta creato i nuovi caratteri: Shouguang nello Shandong, Kaifeng e Nanle nello Henan, Baishui e Xi'an nello Shaanxi.

## Altri usi del suo nome
Il nome di Cangjie è stato usato anche per altri oggetti:
- Il Libro di Cangjie (仓颉篇) è una raccolta di caratteri, in stile piccolo sigillo, risultante dall'unificazione della scrittura all'inizio della Dinastia Qin. Composto, secondo la tradizione, da Li Si su ordine di Qin Shi Huang, il testo scomparve sotto la Dinastia Tang, ma dei frammenti contenuti in altri testi hanno permesso di ricostruirlo approssimativamente[7].
- Un metodo di input in informatica, dei caratteri cinesi basato sull'analisi delle loro differenti parti grafiche porta il suo nome.
- Una roccia di Marte osservata dalla veicolo di esplorazione Spirit ha ricevuto il suo nome[8].